# Banco de Portugal

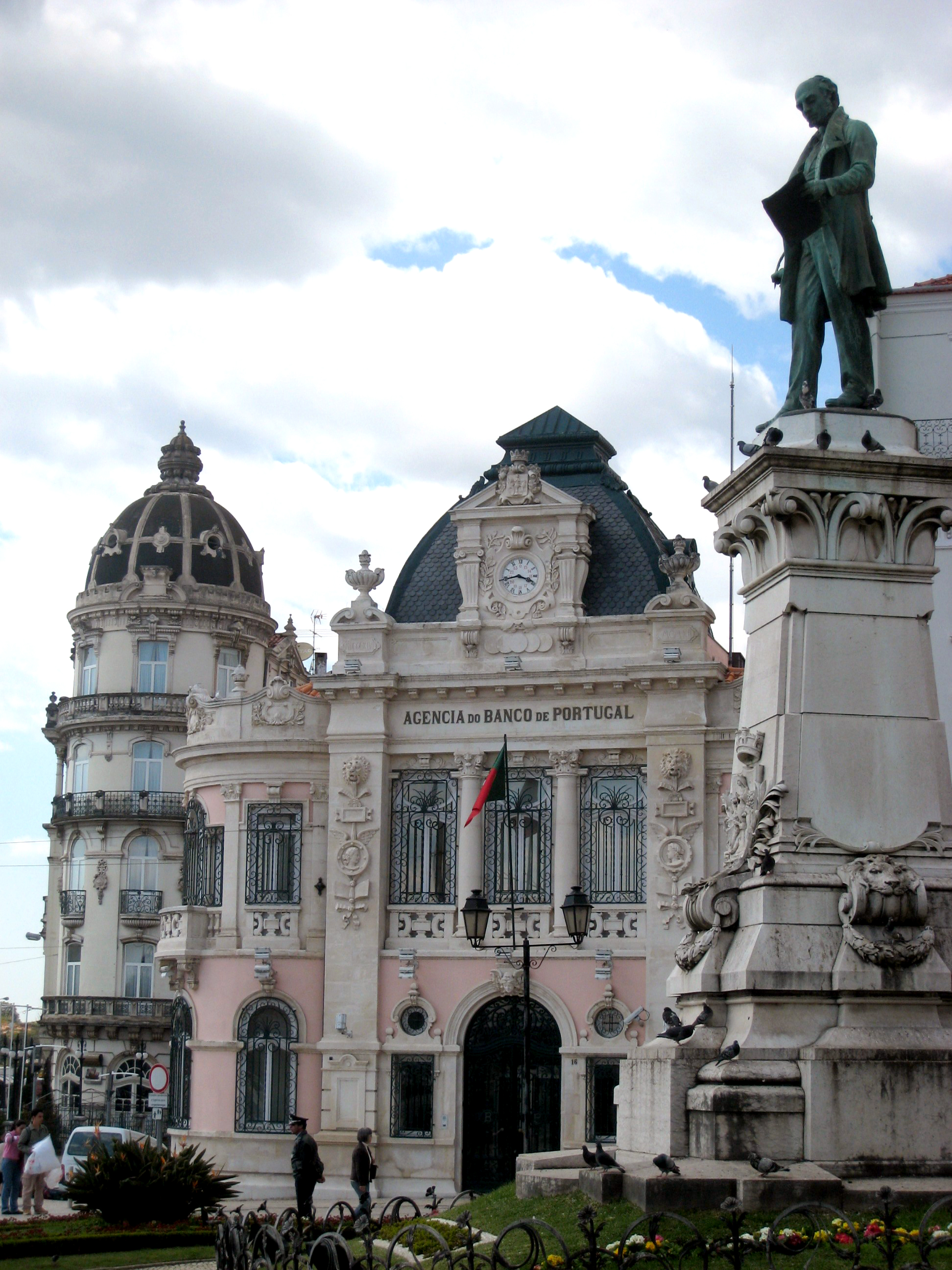
Agência do Banco de Portugal em Coimbra

O Banco de Portugal GCC é o banco central da República Portuguesa. É o membro português do Eurosistema.

## História
Foi fundado em 19 de novembro de 1846, em Lisboa, onde é a sua sede. Surgiu da fusão do Banco de Lisboa e da Companhia Confiança Nacional. Fundado com o estatuto de sociedade anónima, até à sua nacionalização, em 1974, era maioritariamente privado.
É o banco emissor de notas denominadas na moeda nacional - o real até 1911, o escudo de 1911 até 1998 e o euro desde 1999. Integra o Sistema Europeu de Bancos Centrais, que foi fundado em junho de 1998. De acordo com a sua Lei Orgânica, o Banco de Portugal prossegue os objectivos e participa no desempenho das atribuições cometidas ao SEBC.
Compete ao Banco a supervisão prudencial e a supervisão comportamental das instituições de crédito e das sociedades financeiras.
O Banco emite notas de euro e põe em circulação as moedas metálicas, embora o BCE detenha o direito exclusivo de autorizar a sua emissão.
Compete-lhe ainda regular, fiscalizar e promover o bom funcionamento dos sistemas de pagamentos, gerir as disponibilidades externas do País e agir como intermediário das relações monetárias internacionais do Estado, bem como aconselhar o Governo nos domínios económico e financeiro. Cabe ao Banco a recolha e elaboração das estatísticas monetárias, financeiras, cambiais e da balança de pagamentos. Acresce ainda a supervisão das entidades que operam com ativos virtuais (criptomoedas em Portugal).
A 23 de novembro de 1946 foi agraciado com a Grã-Cruz da Ordem Militar de Nosso Senhor Jesus Cristo.
Em 1932, foi constituída a Biblioteca do Banco de Portugal.

## Administração
O actual governador é Mário Centeno.

### Governadores precedentes
Antes de haver governadores, houve vários Diretores ou Presidentes da Direção, como Henrique de Barros Gomes (1843-1898) várias vezes, a última das quais em 1887, e Libânio Ribeiro da Silva, 1.º Visconde de Ribeiro da Silva e 1.º Conde de Ribeiro da Silva (1824-1895), de 1883 a 1886.
Foram governadores do Banco de Portugal:
1. António Augusto Pereira de Miranda (1887-1891)
2. Pedro Augusto de Carvalho (1891-1894)
3. Júlio Marques de Vilhena (1895-1907)
4. José Adolfo de Melo e Sousa (1907-1910)
5. Inocêncio Joaquim Camacho Rodrigues (1911-1936)
6. Rafael da Silva Neves Duque (1957-1963)
7. Manuel Jacinto Nunes (interino) (1963-1966)
8. António Manuel Pinto Barbosa (1966-1974)
9. Manuel Jacinto Nunes (1974-1975)
10. José da Silva Lopes (1975-1980)
11. Manuel Jacinto Nunes (1980-1985)
12. Vítor Manuel Ribeiro Constâncio (1985-1986)
13. José Alberto de Vasconcelos Tavares Moreira (1986-1992)
14. Luís Miguel Couceiro Pizarro Beleza (1992-1994)
15. António José Fernandes de Sousa (1994-2000)
16. Vítor Manuel Ribeiro Constâncio (2000-2010)
17. Carlos da Silva Costa (2010-2020)
18. Mário Centeno (2020-2025)
19. Álvaro Santos Pereira (2025-presente)

## Rede regional
- Sede: Lisboa
- Filial: Porto
- Delegações Regionais: Ponta Delgada (Açores) e Funchal (Madeira)
- Agências: Braga, Viseu, Coimbra, Castelo Branco, Évora e Faro
- Antigas Agências: Aveiro, Beja, Bragança, Guarda, Lamego, Santarém, Viana do Castelo, Vila Real

## Galeria

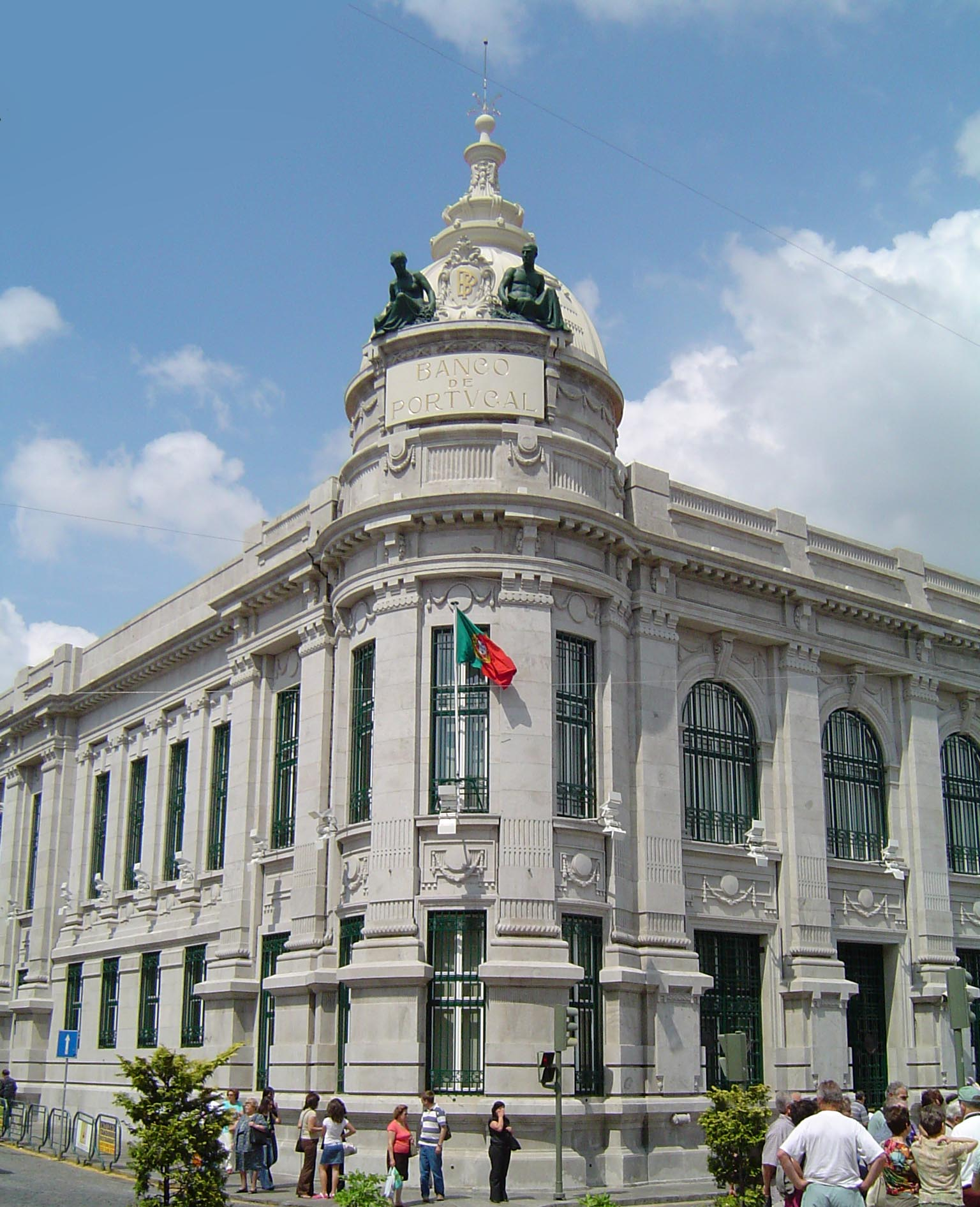
Braga
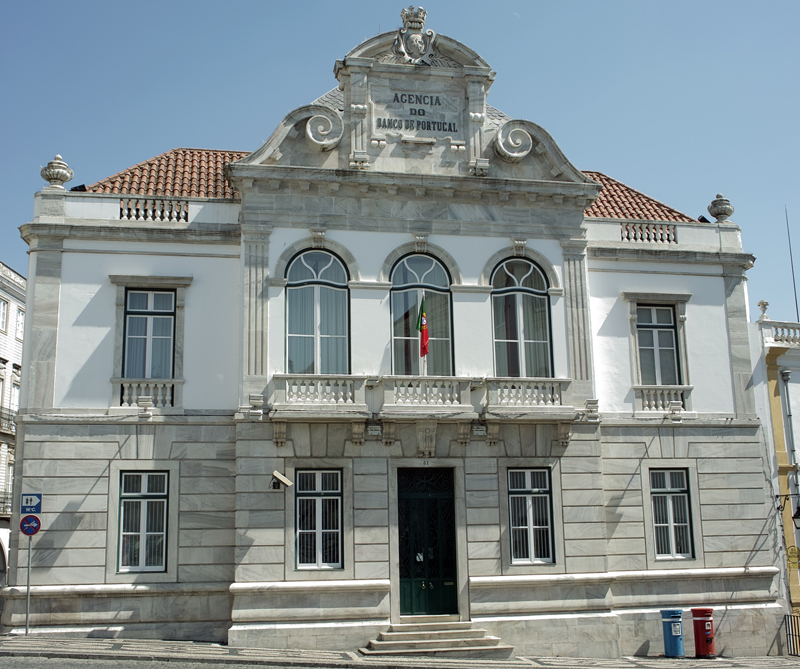
Agência em Évora
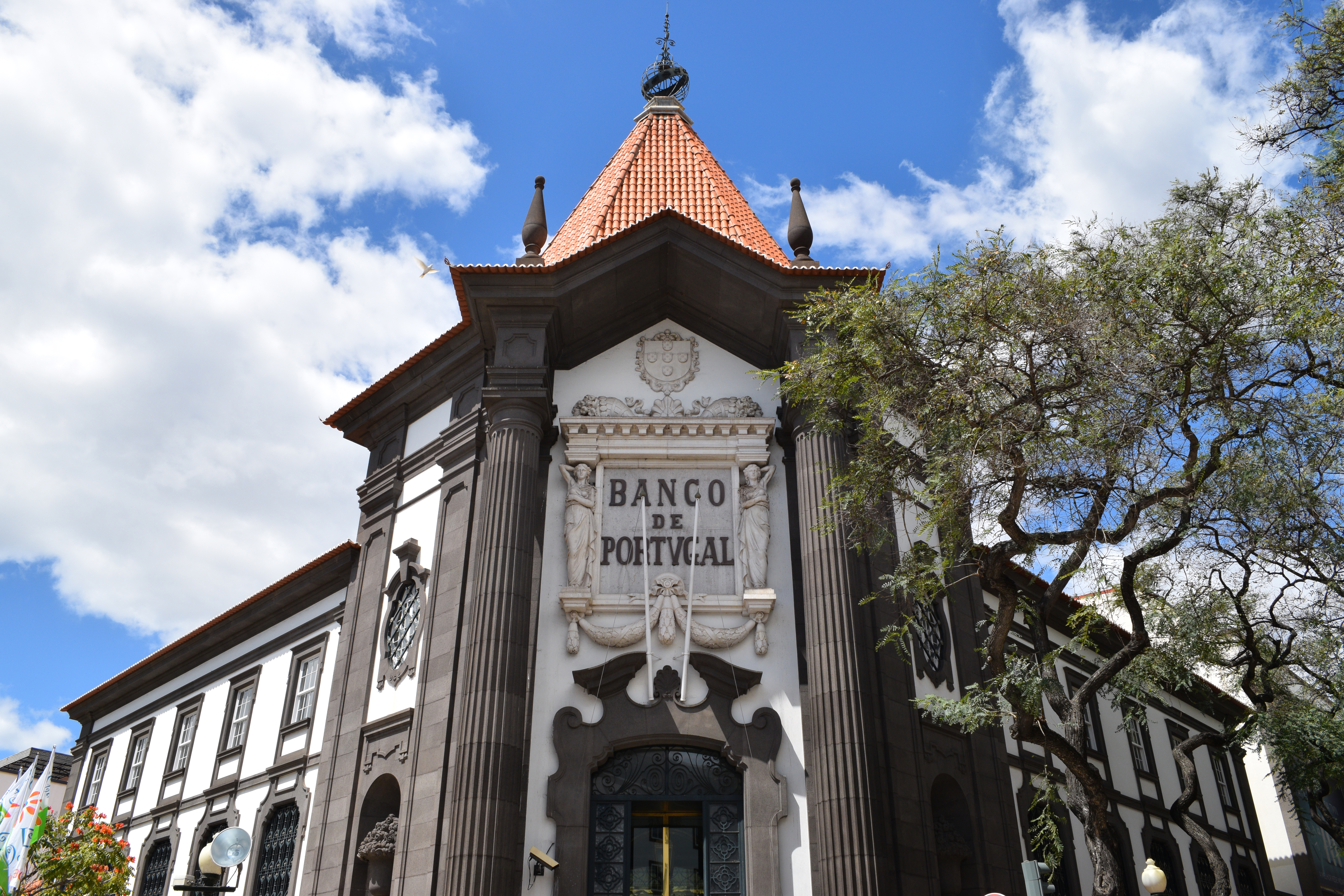
Agência no Funchal, Região Autónoma da Madeira